# 段瑩瑩
段莹莹（1989年7月3日—），中国女子网球运动员。职业生涯前期主要在全运会、亚运会和ITF等低级别比賽中打拼。2012年起，段莹莹开始在WTA巡回赛和大满贯赛事中亮相。段莹莹在2017年澳大利亚网球公开赛打入第三轮，这是她的大满贯最佳成绩. 由于她的力量，段瑩瑩的绰号是闪电。

## 职业生涯
段莹莹在2007年转为职业选手，早期主要以参加ITF巡回赛为主，至今共打入15次ITF巡回赛决赛，并获得了其中10个冠军。
2012年，段莹莹的排名从年初的378名提升到了年末的128名。段莹莹在2012年共获得4项ITF 25K赛事的冠军，并入围2012年美网资格赛。这是她职业生涯参加的第一项大满贯赛事。最終她止步资格赛第二轮，无缘正赛。
2013年，排名103位的段莹莹有机会首次以排名参加温网正赛，但为了参加全运会的比赛而不得已放弃正赛的机会。八月份的美网，段莹莹再次从资格赛突围，并得以第一次参加大满贯正赛。最终她以2-6 5-7的比分不敌6号种子、丹麦选手沃兹尼亚奇。
2014年，段莹莹再次从资格赛突围进入澳网正赛，但在首轮比赛中不敌本土选手加沃尔索娃，再次无缘次轮。8月，段莹莹在美网第三次从大满贯赛事的资格赛突围。但她在首轮比赛中三盘不敌俄罗斯选手、同样从资格赛突围的库德里亚夫采娃 （页面存档备份，存于），再次无缘次轮。9月，段莹莹在WTA 125K赛事、苏州女子网球公开赛 （页面存档备份，存于）中闯入决赛，最终不敌德国选手弗里德山姆。
2015年澳网，段莹莹获得澳网给予的外卡得以直接入围正赛。她在首轮比赛中与美国名将马泰克激战三盘，但仍以4-6 6-3 3-6的比分惜败，再度无缘次轮。在6月进行的温网中，段莹莹迎来生涯突破。她在首轮比赛中直落两盘，以7-6(7-3), 6-4的比分完胜加拿大名将、12号种子、卫冕亚军布莎尔，不仅生涯首次打入大满贯赛事的第二轮，还创造了本届赛事的最大冷门之一。她在第二轮比赛以6-1, 2-6, 8-10的比分长盘不敌德国削球手塔提亚娜-玛利亚（马莱克）。
2016年温网，段莹莹以幸运落败者的身份晋级正赛，并在首轮比赛中击败捷克选手克里斯蒂娜-普利斯科娃 （页面存档备份，存于），再次晋级第二轮。她在次轮比赛中两盘不敌6号种子、2015年美网亚军、意大利削球手文奇。七月，段莹莹在升级为WTA国际赛的江西国际网球公开赛 （页面存档备份，存于）中先后击败8号种子韩馨蕴、2号种子奈良久留美和6号种子金久慈，并获得了生涯首个WTA单打冠军头衔。在接下来的美网中，从资格赛突围的段莹莹在首轮三盘击败世界排名94位的希腊选手萨卡利，从而首次晋级美网第二轮。在第二轮的比赛中，段莹莹两盘不敌日本选手大阪直美。
2017年，持外卡出战的段莹莹在WTA深圳公开赛首轮比赛比险些爆冷头号种子、卫冕冠军A-拉德万斯卡，最终她以2-6, 7-6(7-4), 5-7的比分憾负。在接下来进行的WTA顶级赛悉尼国际赛 （页面存档备份，存于）中，从资格赛突围的段莹莹一路击败美国选手法尔科尼、范德维格，得以首次晋级WTA顶级赛八强。在1/4决赛中，段莹莹两盘不敌二号种子A-拉德万斯卡，无缘首次晋级四强。在2017年澳网中，段莹莹创造了目前为止大满贯比赛的最佳成绩。直接入围正赛的她在首轮比赛中击败斯洛伐克资格赛选手施拉姆科娃 （页面存档备份，存于），并在次轮长盘力克美国名将勒普琴科，从而首次晋级大满贯第三轮。在第三轮，段莹莹脆败于前世界第一大威廉姆斯拍下。凭借她在澳洲赛季的出色表现，段莹莹将自己的即时排名提升到了历史最高的70位。

## 特点
身材高大的段莹莹移动并不是很好，但击球很重，风格和美国名将、前世界第一达文波特略有相似之处，因此中国国内的球迷戏称其为“段冰箱”或“段文波特”（因为达文波特的移动并不算好，身体的移动像冰箱一样沉重）。。在2017年，因为段莹莹在社交网站上传照片前经常使用软件处理，使其看上去比实际要瘦一些，因此被网友开玩笑称作“段美图”，更被恶搞出诸如“爱P才会莹”（P指P图）等加油口号。

## 大满贯单打比赛成绩
指引：
| W | F | SF | QF | #R | RR | LQ (Q#) | A | P | Z# | PO | SF-B | F-S | G | NMS | NH | NQ |

W：冠軍；F：亞軍；SF：四強；QF：八強；#R：前四輪；RR：小組賽；LQ：止步資格賽；A：缺席；P：比赛延期；Z#：戴维斯杯/联合会杯组别赛（#表示级别）；PO：參與戴維斯盃/联合会杯附加赛；SF-B：奧運會銅牌；F-S：奧運會銀牌；G：奧運會金牌；NMS：非ATP1000大師賽系列；NH：該賽事本年度未舉行；NQ：未入圍。
| 赛季               | 2012 | 2013 | 2014 | 2015 | 2016 | 2017 | 胜/负 |
| ------------------ | ---- | ---- | ---- | ---- | ---- | ---- | ----- |
| 大满贯             |      |      |      |      |      |      |       |
| 澳大利亚网球公开赛 |      |      | 1R   | 1R   | Q2   | 3R   | 2–3   |
| 法国网球公开赛     |      |      |      | Q1   | A    |      | 0–0   |
| 温布尔登网球公开赛 |      |      |      | 2R   | 2R   |      | 2–2   |
| 美国网球公开赛     | Q2   | 1R   | 1R   | Q2   | 2R   |      | 1–2   |
| 胜/负              | 0–0  | 0–1  | 0–2  | 1–2  | 2–2  | 2–1  | 5–7   |